# Estrémègne
L’estrémègne (estremeñu en estrémègne, extremeño en espagnol) est une famille de dialectes parlée par environ 200 000 personnes en Espagne (dans le nord-ouest de l'Estrémadure et le sud de la province de Salamanque) et 1 500 personnes au Portugal.
Ses caractéristiques amènent de nombreux philologues (Ramón Menéndez Pidal, Manuel Alvar, Emilio Alarcos Llorach et d'autres) à l'inclure dans le diasystème de l'astur-léonais en tant que dialecte de transition entre le léonais oriental et le castillan (andalou). D'autres[Qui ?] le revendiquent toutefois comme une langue romane différenciée.
Il existe trois dialectes estrémègnes. L’estrémègne parlé dans le nord sert de base au standard ; il est parlé dans le nord-ouest de la communauté autonome d’Estrémadure et le sud-ouest de Salamanque (une province de la communauté autonome de Castille-et-León). Le dialecte central et méridional est parlé en Estrémadure, ainsi que dans les provinces de Huelva et de Séville, dans la communauté autonome d’Andalousie. Ce sont des dialectes dérivés du castillan apparus au XVIIIe siècle généralement qualifiés de castúo. Le dialecte méridional présente d'importantes similitudes. Dans la ville portugaise de Barrancos cependant, la vieille langue estrémègne est mélangée au portugais dans ce qui s’appelle le barranquenhu, le dialecte barrancainian. L’estrémègne nordique a également donné naissance à un dialecte dérivé à Salamanque, celui palra d'El Rebollal, qui a presque disparu aujourd’hui.

## Histoire
L’Estrémadure occidentale fut reconquise par le royaume de León, le vieux Léonais, lorsque les habitants chrétiens arrivés autour du XIIe siècle, l’estrémègne était encore parlé dans cette région.
Après la création de la principauté de Castille-et-León, issue de la fusion des royaumes de León et de Castille, le castillan a lentement remplacé le latin en tant que langue officielle des institutions, relayant ainsi le vieux léonais à un signe de pauvreté et d’ignorance pour ceux qui le parlait encore. Seule la province d’Asturies parlait encore une langue différente du castillan ; mais seuls quelques auteurs l’utilisaient dans leurs écrits, ce qui fait que la langue s’est perdue peu à peu.
Le bouleversement culturel de l’université castillane de Salamanque a probablement été la cause de la castillanisation rapide de cette province, divisant ainsi le domaine de l’asturien-léonais entre l’asturien dans le nord, et l’estrémègne dans le sud du vieux royaume léonais. L’expansion du castillan est également venue par le sud avec la relance économique de la province de Badajoz.
La fin du XIXe siècle a vu la première tentative sérieuse d’écrire en estrémègne, avant qu’il ne devienne une langue orale, avec le célèbre poète José María Gabriel y Galán. Né à Salamanque, il a vécu la majeure partie de sa vie dans le nord de Cáceres, en Estrémadure. 
Aujourd’hui (début du XXIe siècle) seulement certains organismes font leur possible pour rétablir la langue et faire de l’Estrémadure nordique une région bilingue, tandis que le gouvernement et les institutions pensent que la meilleure solution est que les habitants de l’Estrémadure du nord-ouest gardent un dialecte castillan sans l’estrémègne. Il y a également eu des tentatives de transformation des dialectes castillans méridionaux en langue officielle, ce qui déstabilise encore l’estrémègne et facilite la tâche de l’administration (rejeter les projets d’officialisation et de normalisation de l’estrémègne). Aujourd’hui cette langue est sérieusement menacée de disparition, puisque seules les personnes âgées parlent encore un dialecte déformé de l’original. La majeure partie de la population d’Estrémadure ignore l’existence même de la langue, puisque tous les médias écrits et audiovisuels sont en castillan.

## Caractéristiques
Les traits léonais dominent dans les régions septentrionales tandis que les zones méridionales sont davantage sous influence andalouse.
Traits de l'estrémègne communs avec le groupe astur-léonais :
- palatalisation de /l/ initial
- fermeture des /e/ et, moins fréquemment, /o/ post-toniques (libru, grandi)[5],[6]
- dans certains parlers de la comarque de Sierra de Gata, fermeture de /o/ tonique, trait que l'on retrouve partiellement en asturien central
- maintien ou aspiration du /f/ initial latin (lorsqu'il est aspiré, le son est prononcé comme /x/)[5],[7],[8]
- fréquente diphtongaison
- palatalisation de /n/, à l'initiale ou entre voyelles (ñubi, ñuera, ñiñu, cañali)
- conservation du /e/ final latin (redi, hoci, cruzi, vezi, vozi, sedi, vidi, peci, etc.)
- les groupes initiaux latins /CL-/, /FL-/et /PL-/ deviennent /cr-/, /fr-/ et /fr-/[6] ; dans les variantes occidentales, palatalisation sporadique
- au nord de Cáceres, maintien de l'ancienne aspiration issue de la chute de /g/ initial (gelmanu, heneru, giernu, gelal, genciva)[9],[6]
- ajout de /i/ épenthétique (matancia, esperancia, comienciu, etc.)[6]
- amuissement des sonores intervocaliques issues de sourdes latines (mieu, tou, fuèu, lau, Estremaúra, etc.)
- conservation du groupe intérieur latin /-mb-/ (llambel, lombu, camba, etc.)[6]
- dans les groupes consonantiques intérieurs apparus à la suite d'une syncope vocalique, la première consonne devient /l/ (IUDICARE > hulgal, RETOVA > relva, DUBITARE > duldal, etc.)[6]
- nombreuses confusions entre /l/ et /r/[6]
- inversion dans le groupe intérieur latin /-rl-/ (PARLARE > palral, etc.)
- lexicalisations avec le préfixe augmentatif /per-/
- contraction de la préposition en + article (nel, ena, enus, enas/enes)
- utilisation de l'article défini devant les adjectifs possessifs (el mi libru, la tu casa, kas muestras vizinas, etc.)[10]
- suffixes /-in/ et /-inu/[5],[10].

Autres traits :
- comme en andalou oriental, neutralisation de l'opposition entre /l/ et /ɾ/ en position finale, et réalisation sous la forme d'un /l/ (rompel, trael, ardol, etc.)
- comme en portugais et dans certains parlers de Salamanque, conservation de /s/ et /z/ sonores médiévaux ; dans certaines zones ces sons reçoivent des traitements spécifiques (par exemple au nord-ouest de Cáceres et autour de Plasencia et Coria, apparition d'un ceceo accompagné d'un profond réajustement du système consonantique) ; seseo dans les zones occidentales de la province de Badajoz[9],[10]
- autour de Mérida, intense palatalisation de ll (yeísmo en /[10]
- pluriels en /-us/ et /-is/, au lieu de /-os/ et /-es/ en asturien (carrus, cancionis, perrus, alreoris, etc.)
- en position intérieure, dr > ir (MATER > *madri > mairi, etc.)
- MECUM > megu, TECUM > tegu, SECUM > segu, NOBISCUM > nogu, VOBISCUM > vogu
- comme en andalou, chute de /d/ intervocalique dans les zones méridionales[10]
- comme en andalou, aspiration de /x/ par influence de l’aspiration du /f/ initial latin (caha, paha, rohu, etc.)
- comme en andalou, aspiration de /s/ implosif (en fin de syllabe)[9], éventuellement suivie d'une ouverture de la voyelle précédente, ce qui établit un inventaire vocalique à 10 éléments
- terminaison en -zo des verbes inchoatifs à la première personne[9]
- conditionnels en /-ie/, nombreuses autres formes verbales en /-e/ non étymologique
- yeísmo dans les zones méridionales[9].

## Organismes et médias
Une organisation régionale, l’APLEx, s’efforce de préserver l’estrémègne. Un journal culturel a également été créé, Iventia, écrit en nouvel estrémègne unifié.

## Divers
- Code de langue IETF : ext